# Prnjavor (kommun)
Kommunen Prnjavor (serbiska: Opština Prnjavor, kyrillisk skrift: Општина Прњавор) är en kommun i Serbiska republiken i norra Bosnien och Hercegovina. Kommunen hade 35 956 invånare vid folkräkningen år 2013, på en yta av 629,99 km².
Av kommunens befolkning är 85,31 % serber, 8,29 % bosniaker, 2,39 % ukrainare, 1,25 % kroater och 0,26 % makedonier (2013).